# Municipio de Brown (condado de Washington)
El municipio de Brown (en inglés: Brown Township) es un municipio ubicado en el condado de Washington en el estado estadounidense de Indiana. En el año 2010 tenía una población de 1199 habitantes y una densidad poblacional de 14,97 personas por km².

## Geografía
El municipio de Brown se encuentra ubicado en las coordenadas 38°42′12″N 86°15′46″O / 38.70333, -86.26278. Según la Oficina del Censo de los Estados Unidos, el municipio tiene una superficie total de 80.1 km², de la cual 79,59 km² corresponden a tierra firme y (0,64 %) 0,51 km² es agua.

## Demografía
Según el censo de 2010, había 1199 personas residiendo en el municipio de Brown. La densidad de población era de 14,97 hab./km². De los 1199 habitantes, el municipio de Brown estaba compuesto por el 98,67 % blancos, el 0,17 % eran afroamericanos, el 0,17 % eran amerindios, el 0,17 % eran asiáticos, el 0,08 % eran de otras razas y el 0,75 % eran de una mezcla de razas. Del total de la población el 0,67 % eran hispanos o latinos de cualquier raza.